# Messina (stad)

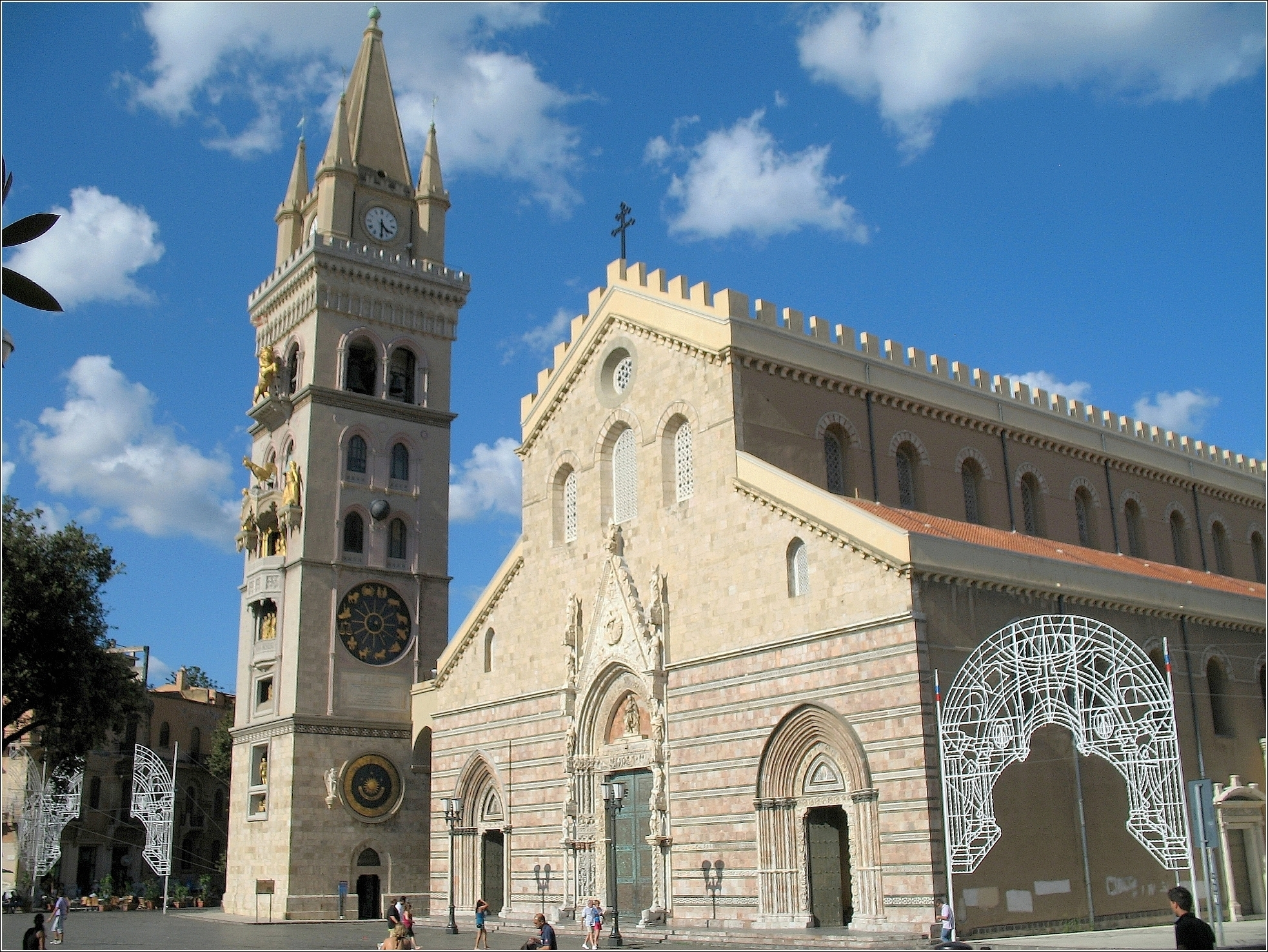
De kathedraal van Messina (2009)

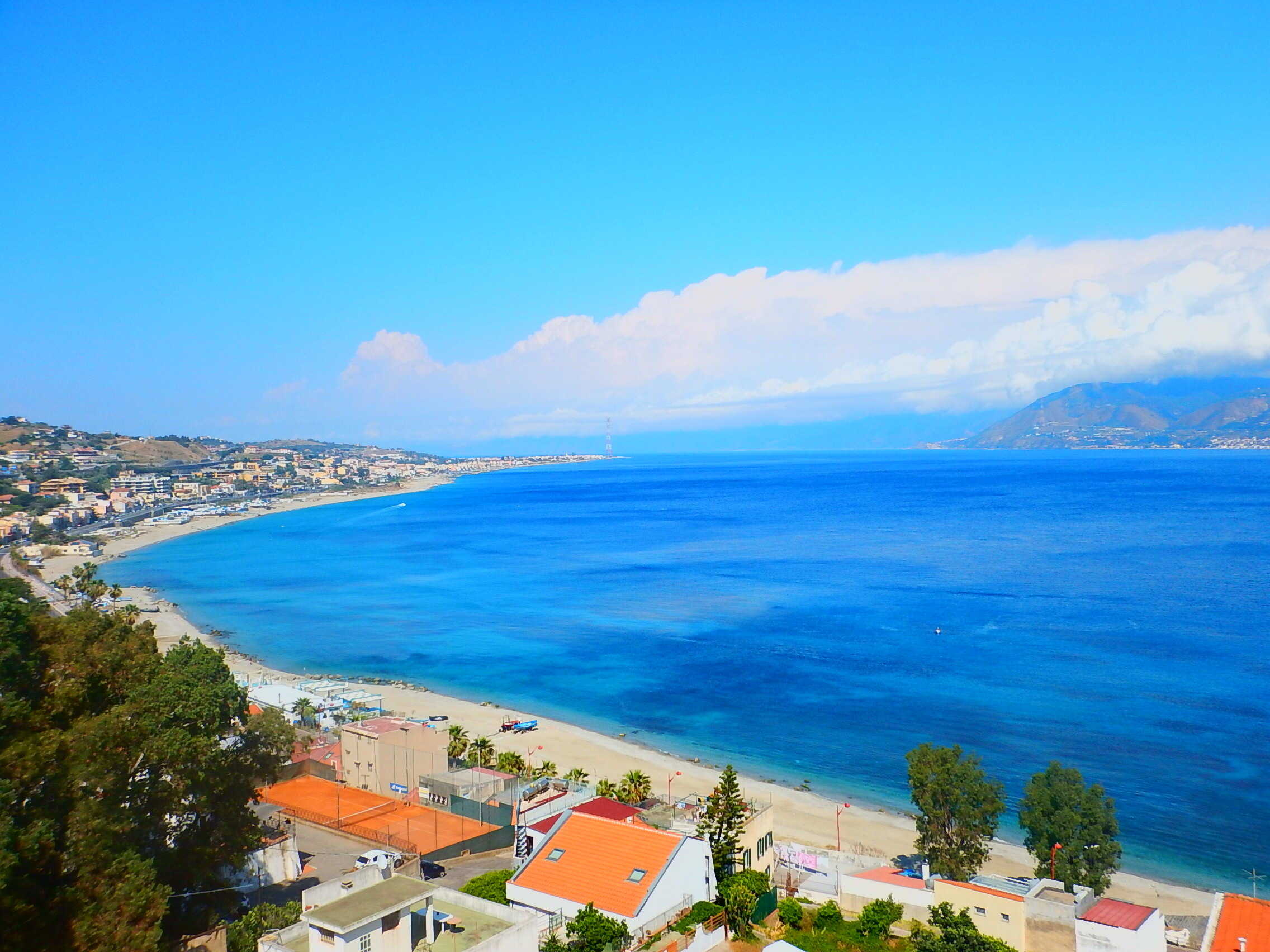
Strand langs de Straat van Messina

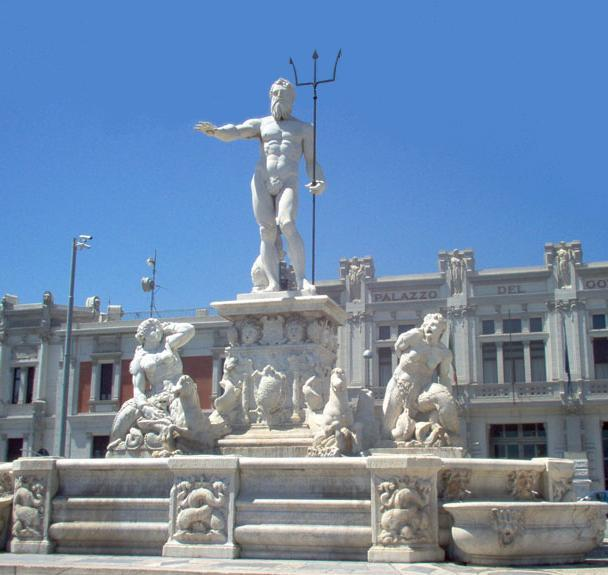
De Poseidon-fontein aan de waterkant van Messina

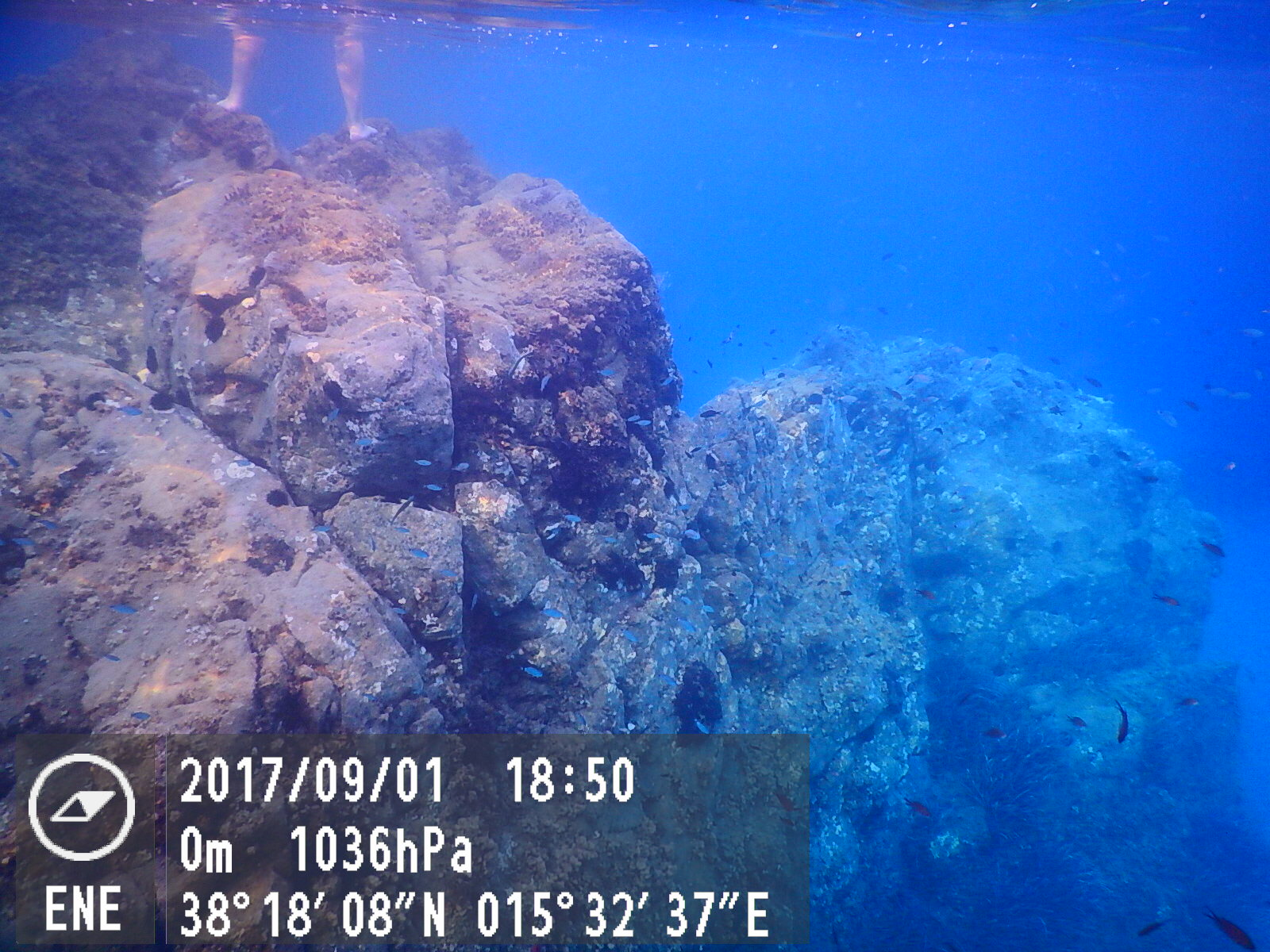
Het rif van Acquarone

Messina (Siciliaans: Missina) is een stad in het noordoosten van Sicilië, een eiland en autonome regio van Italië. Het is de hoofdstad van de gelijknamige provincie, en ligt aan de Middellandse Zee. De stad telt ruim 240.000 inwoners.
De stad ligt zeer dicht bij het Italiaanse vasteland, waardoor zeer veel verkeer bij de stad per veerboot de Straat van Messina oversteekt van en naar het eiland. Om deze reden zijn er al langer plannen voor de bouw van een brug tussen het eiland en het vasteland. Er is al veel geld in de voorbereidingen van een brug gestoken, wat veelal in verkeerde handen terechtkwam. De kleinste breedte van de Straat van Messina bedraagt ongeveer 4 kilometer, wat ook de minimale lengte van de brug bepaalt.
Messina is een universiteitsstad; de Universiteit van Messina werd in 1548 opgericht.

## Geschiedenis
Zoals diverse steden in Zuid-Italië was de stad een Griekse kolonie, in de 8e eeuw v.Chr. bewoond door kolonisten uit Chalcis (op het eiland Euboea). Zij is echter mogelijk al vóór de komst van de Grieken gesticht. De oude naam van de stad was Zankle (Zancle), wat sikkel betekent, naar de sikkelvormige haven. Na de Ionische Opstand was de stad een toevluchtsoord voor vluchtelingen uit Milete en Samos. Toen kort daarna afstammelingen van Dorische emigranten uit Messenië er de macht in handen kregen, werd de naam gewijzigd in Messana (Dorisch dialect voor Messene), waar de huidige naam Messina van is afgeleid.
Tijdens de Punische oorlogen was de stad een bondgenoot van Rome. Rond 263 v.Chr. werd ze onderdeel van het Romeinse Rijk.
Door de eeuwen heen kende de stad veel overheersers, waaronder Byzantijnen, Arabieren en Noormannen. Zolang de stad bestaat is haar belang groot geweest, vanwege de haven. In de 16e eeuw werd een uitgebreide Kamer van Koophandel gebouwd, geheten Loggia dei Mercanti.
In 1548 richtten de jezuïeten de universiteit Messina op.
In 1783 werd Messina deels verwoest door een aardbeving. In de jaren nadien bouwde de Zuid-Nederlander Carlos de Grünenbergh de Koninklijke Citadel of Real Cittadella in de haven van Messina.
Een vier jaar durende Anti-Spaanse opstand vond plaats in de jaren 1674-1678. Het herstel van de Spaanse staatsmacht ging gepaard met het afschaffen van alle priviligies die de stadsstaat Messina bezat binnen het koninkrijk Sicilië. De senaat en de universiteit, alsook andere instellingen werden hetzij afgeschaft hetzij verwoest. Palermo werkte zich op als belangrijkste stad van Sicilië.
Messina werd vrijwel volledig met de grond gelijk gemaakt door de hevige aardbeving en tsunami van 28 december 1908, waarbij circa 70.000 mensen om het leven kwamen. De stad werd nadien opgebouwd volgens een regelmatig stedenbouwkundig plan.
In juni 1955 werd op een conferentie van de West-Europese ministers van buitenlandse zaken te Messina besloten tot oprichting van de Europese Economische Gemeenschap.

## Bezienswaardigheden in en rondom Messina
- Dom van Messina, met klokkenspel om 12.00 uur in het astronomisch uurwerk
- Nationaal museum
- Zoölogisch museum
- Hoogspanningsmast aan de Straat van Messina van de ooit langste hoogspanningsoverbrugging ter wereld
- De geologische Tijd Messinien is genoemd naar de stad Messina. Het Messinien werd in 1867 voor het eerst beschreven door de Zwitserse geoloog Karl Mayer-Eymar, aan de hand van fossielen die hij tussen een afwisseling van gipslagen in de omgeving van Messina vond. Hij noemde de tijdsnede Messinien en kon deze aan de hand van de fossielen aan het einde van het Mioceen plaatsen. De gipspaketten zijn een aanwijzing voor de Messiniaanse saliniteitscrisis, waarbij de Middellandse Zee afgesloten was van de Atlantische Oceaan en geleidelijk opdroogde.

- Galleria Vittorio Emanuele III
- Standbeeld van don Juan van Oostenrijk, de overwinnaar van de Slag bij Lepanto. Aan het plein Piazza dei Catalani staat het stadspaleis van de broers Cerruti: Palazzo Cerruti. Het stond oorspronkelijk aan het koninklijk paleis, waar de onderkoningen verbleven. Dit paleis bestaat niet meer.
- Madonna van Pompeikerk of Chiesa della Madonna di Pompei, de kapucijnerkerk
- Abdij van Santa Maria di Roccamadore in de wijk Tremestieri. Dit is een eeuwenoude abdij der cisterciënzers die met de aardbeving van 1908 verdween. Stukken muur zijn overgebleven.

## Vervoer
Stadsvervoerbedrijf Azienda Trasporti di Messina exploiteert een tramlijn en meerdere buslijnen.

## Sport
ACR Messina is de professionele voetbalploeg van Messina en speelt in het Stadio San Filippo. ACR Messina was actief op het hoogste Italiaanse niveau, de Serie A.
Wielrenner Vincenzo Nibali is afkomstig uit Messina, hij heeft zelfs de bijnaam 'de haai van Messina'. Messina was tevens regelmatig etappeplaats in wielerkoers Ronde van Italië. Dit was voorlopig het laatst het geval op 11 mei 2022 toen de Fransman Arnaud Démare er de rit won.

## Trivia
Messina is de plaats van handeling in Much ado about nothing van William Shakespeare.